# Västerhaninge

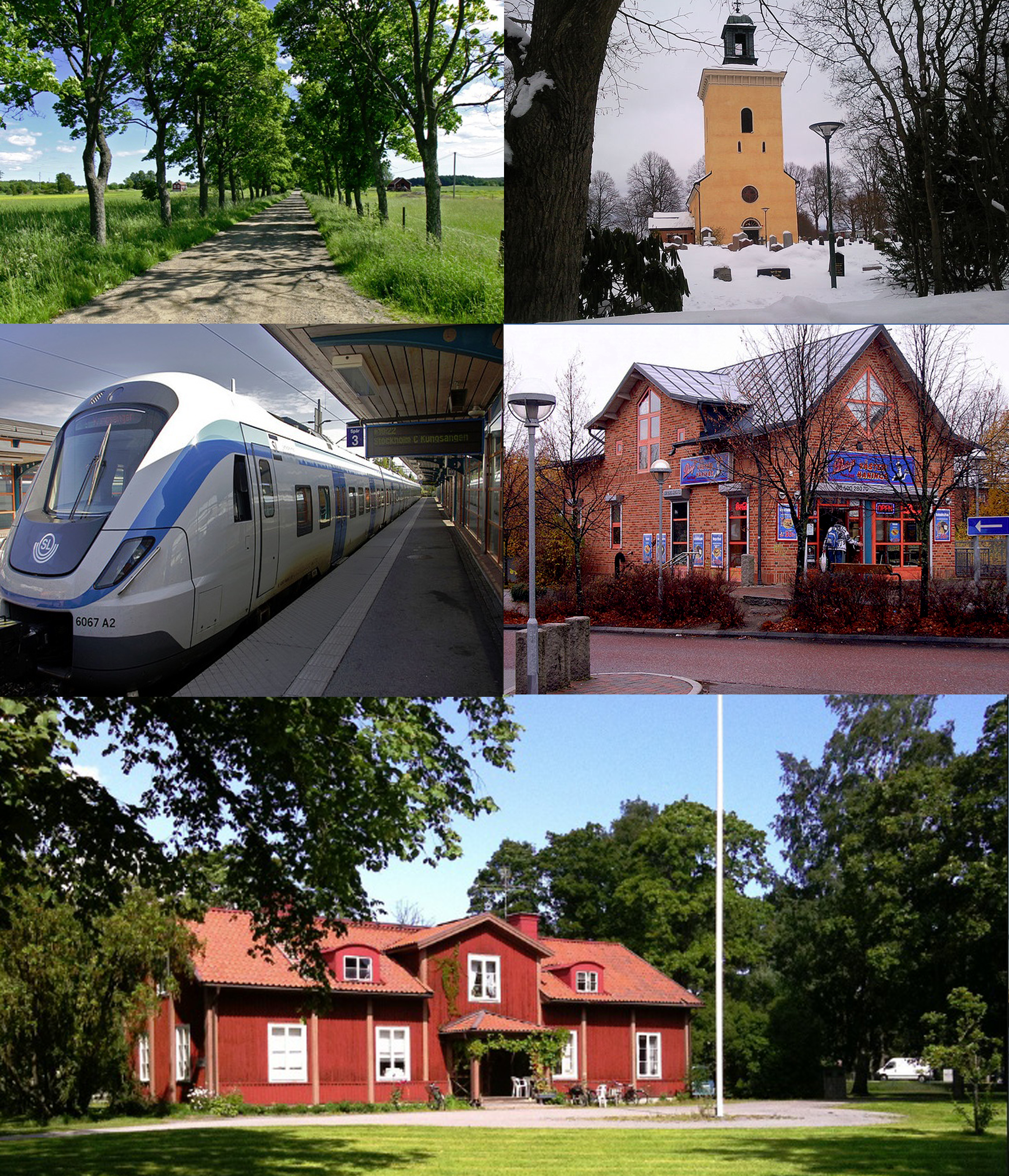
Ansichten von Västerhaninge

Västerhaninge ist eine Ortschaft (Tätort) mit über 17.000 Einwohnern (2015) in der schwedischen Gemeinde Haninge in der Provinz Stockholms län.
Västerhaninge liegt im südlichen Teil der Gemeinde und grenzt im Norden an die Wald- und Parklandschaft Hanveden, im Osten getrennt nur durch ein Areal mit Sportplätzen an Jordbro, im Süden an eine größere Agrarlandschaft und im Westen an eine hügelige Region mit dem Berg Jungfruberget. Der Abstand zum Hauptort Handen beträgt etwa 6 km. Västerhaninge wird durch die Eisenbahnlinie in einen nördlichen und einen südlichen Teil getrennt.

## Ortsstruktur
Ein Großteil der Wohngebiete entstand in den 1960er und 1980er Jahren. Die ältesten Wohngebäude datieren aus den 1940er Jahren. Die Struktur ist gemischt aus Einfamilienhäusern, Mehrfamilienhäusern und Reihenhäusern. Aufgrund starken Wohnraummangels im Raum Stockholm sind mehrere Neubaugebiete geplant. Zur Versorgung existieren ein modernes Geschäftszentrum am Bahnhof und mehrere Geschäfte in den einzelnen Ortsteilen.
Die Industrie konzentriert sich vor allem im Gewerbepark Håga, wo hauptsächlich Handwerksbetriebe und verarbeitendes Gewerbe angesiedelt sind.
Im Ort befindet sich Schwedens einziger Mormonentempel. Er wurde 1985 eingeweiht und trägt die Bezeichnung Sista dagars heligas tempel i Stockholm.

## Sport
In Västerhaninge gibt es mehrere Sportplätze, eine Eishalle, einen beleuchteten Jogging- und Langlaufrundkurs sowie verschiedene Reitanlagen. Auch das sich an die Ortschaft anschließende Waldgebiet Hanveden bietet eine Vielzahl von Möglichkeiten zur sportlichen Betätigung und Naherholung.

## Verkehr
Västerhaninge ist durch den Pendeltåg mit Stockholm und dem Fährhafen Nynäshamn verbunden. In der Hauptverkehrszeit fahren stündlich vier Bahnen nach Stockholm und zwei nach Nynäshamn. Die Fahrzeit beträgt jeweils etwa 30 Minuten.
Direkt an der Eisenbahnstation liegt ein Busbahnhof, von dem aus mehrere Linien die Orte der Umgebung bedienen.
Das Straßennetz der Ortschaft wurde in den letzten Jahren ausgebaut, unter anderem mit Kreisverkehranlagen und der Umgestaltung von Straßen zu Alleen. Parallel an Västerhaninge führt der Reichsweg 73 vorbei, der gegenwärtig ein autobahnähnliches Aussehen erhält.
Südlich von Västerhaninge steht der Runenstein von Västerhaninge (Sö 237).

## Persönlichkeiten
- Fredrik Letzler (* 1972), Schwimmer